# Lorraine Dufour
Lorraine Dufour est une réalisatrice, monteuse et productrice de cinéma canadienne, née en 1950.

## Biographie
Lorraine Dufour est une des membres fondateurs de la Coop Vidéo de Montréal,. 
Pendant plus d'une dizaine d'années, elle est monteuse sur les productions de l'organisme et, parallèlement, agit à titre de productrice, présentant et défendant, auprès des institutions de financement que sont la Société de développement des entreprises culturelles (SODEC) ou Téléfilm Canada, les projets des membres de la Coop Vidéo.
Louis Bélanger, réalisateur et membre de l'organisme, précise : "La productrice Lorraine Dufour, c'est l'amiral de notre navire".
Elle est aussi, occasionnellement, coscénariste (The Timekeeper) et directrice de production (La Réception).
Elle est, en 2021, présidente du conseil d'administration de la Coop Vidéo.
Elle a été mariée à Robert Morin avec lequel elle collabore toujours.

## Filmographie

### Réalisatrice
- 1977 : Même mort il faut s'organiser, en coréalisation avec Gilbert Lachapelle, Gilles Boulet, Michel Vanasse, Luc Hanneau, Marc Girard, Jean-Pierre St-Louis, Robert Morin et Jean-Paul Dutrisac
- 1980 : Ma vie c'est pour le restant de mes jours, en coréalisation avec Robert Morin
- 1980 : Le Royaume est commencé, en coréalisation avec Robert Morin
- 1980 : Gus est encore dans l'armée, en coréalisation avec Robert Morin
- 1983 : A Postcard from Victoria, en coréalisation avec Robert Morin
- 1983 : La voiture d'occasion, en coréalisation avec Gilbert Lachapelle, Marc Girard, Marcel Chouinard, Colette Loumède et Louise Gendron
- 1984 : Le Mystérieux Paul, en coréalisation avec Robert Morin
- 1984 : Toi, t'es-tu Lucky ?,en coréalisation avec Robert Morin
- 1984 : Le Voleur vit en enfer, en coréalisation avec Robert Morin[4],[5]
- 1984 : Ma Richesse a causé mes privations, en coréalisation avec Robert Morin
- 1984 : Mauvais mal, en coréalisation avec Marcel Chouinard et Robert Morin
- 1988 : La Femme étrangère, en coréalisation avec Robert Morin[6]
- 1990 : Preliminary notes for a western, en coréalisation avec Robert Morin
- 1991 : Il a gagné ses épaulettes, en coréalisation avec Robert Morin
- 1996 : Cadavres exquis, en coréalisation avec Jean-Pierre St-Louis et Ruth de Launière
- 1999 : Parce que tous les toupets au monde..., en coréalisation avec Josette Bélanger

### Monteuse
- 1987 : Tristesse modèle réduit
- 1989 : La Réception
- 1992 : Requiem pour un beau sans-cœur
- 1994 : Windigo
- 1997 : Quiconque meurt, meurt à douleur
- 1999 : Post mortem
- 2001 : Mariages
- 2002 : Le Nèg'
- 2003 : Gaz Bar Blues
- 2005 : Que Dieu bénisse l'Amérique
- 2009 : The Timekeeper

### Productrice
- 1987 : Tristesse modèle réduit
- 1989 : La Réception
- 1992 : Requiem pour un beau sans-cœur
- 1994 : Yes Sir ! Madame...
- 1997 : L'Épreuve du feu
- 1997 : Quiconque meurt, meurt à douleur
- 1999 : Post mortem
- 2001 : Mariages
- 2002 : Le Nèg'
- 2003 : Gaz Bar Blues
- 2005 : Que Dieu bénisse l'Amérique
- 2006 : Délivrez-moi du mal
- 2006 : Dans les villes
- 2009 : The Timekeeper
- 2010 : Trois temps après la mort d'Anna
- 2013 : Une jeune fille
- 2016 : Les Mauvaises Herbes

## Récompenses et nominations

### Récompenses
- 1992 : Prix du meilleur long métrage canadien au Festival international du film de Toronto (TIFF) pour Requiem pour un beau sans-coeur
- 1999 : Prix Jutra du meilleur film et du meilleur montage pour Post Mortem
- 2003 : Prix Jutra du Meilleur montage d’images pour Le Nèg'

### Nominations
- 1992 : Prix Génie du meilleur film pour Requiem pour un beau sans-coeur
- 2003 : Prix Génie du meilleur montage pour Le Nèg'

### Honneurs
- 1991 : lauréate, avec Robert Morin, du premier prix Bell Canada d’art vidéographique remis par le Conseil des arts du Canada, pour l'ensemble de leur œuvre[7]
- Prix AQPM Cinéma 2017 remis à La Coop Vidéo (Lorraine Dufour et Luc Vandal) pour Les Mauvaises herbes[8]